# Hallowell
Hallowell è una città di 2.467 abitanti degli Stati Uniti d'America, situata nella Contea di Kennebec nello Stato del Maine.